# Bahnhof Cobh

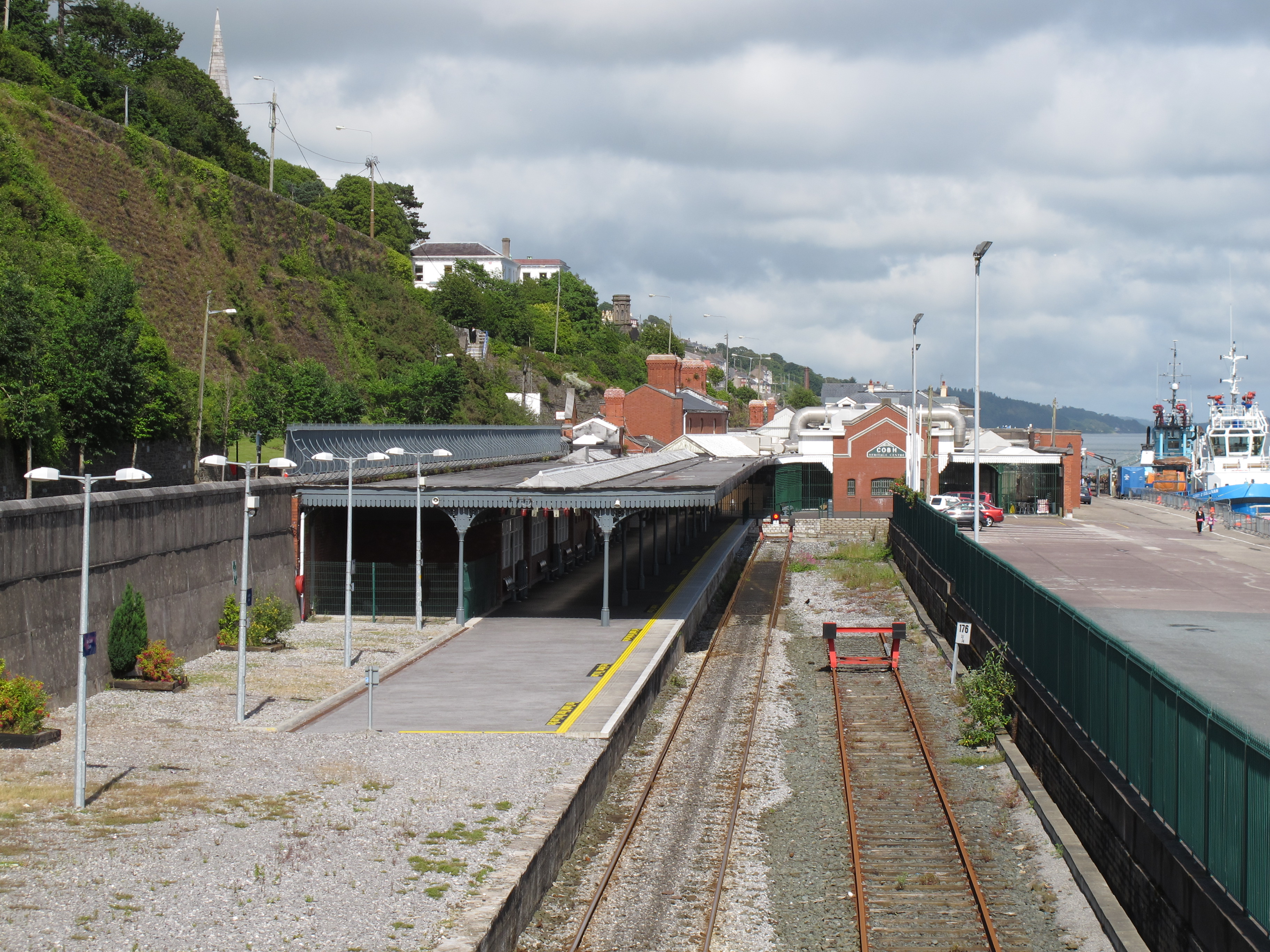
Bahnhof Cobh im Jahr 2012

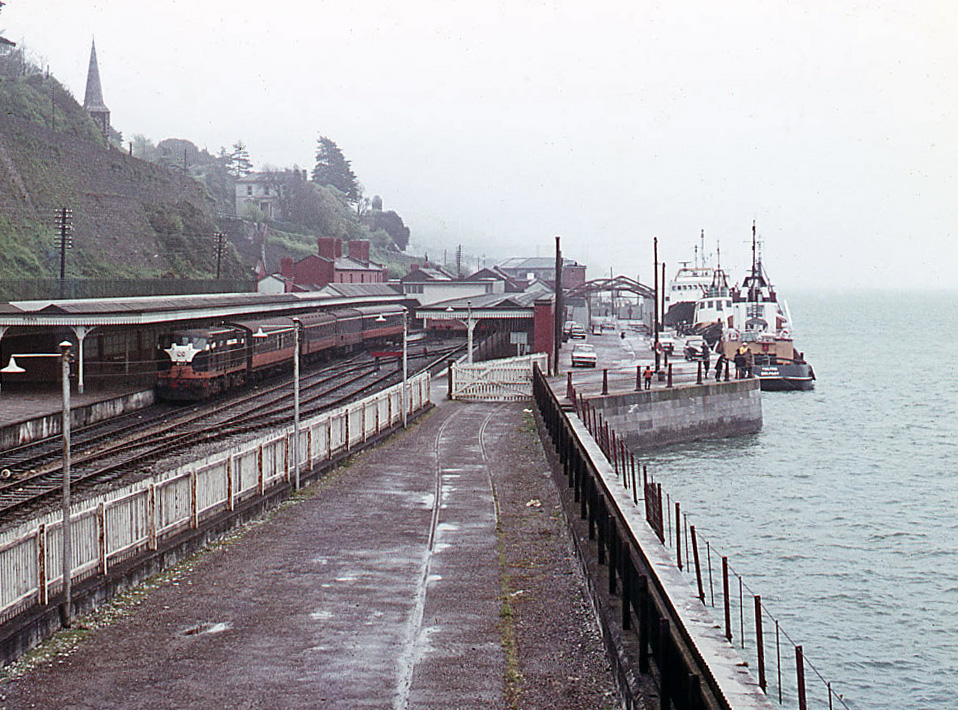
Bahnhof Cobh mit Reisezug am nördlichen Bahnsteig (1971)

Der Bahnhof Cobh (irisch Stáisiún an Chóibh) ist ein Endbahnhof in Cobh (irisch: An Chóibh [ən koːf]) im County Cork in der Republik Irland.

## Vorgeschichte
Die Hafenstadt Cobh liegt im Süden der Insel Irland an der Keltischen See am Rand des Atlantiks. Von 1849 bis 1920 hieß die Stadt Queenstown. Als infolge der verheerenden Hungersnot der Jahre 1845 bis 1849 viele arme Iren auswanderten, entwickelte sich Queenstown zum bedeutendsten Abfahrtsort für Schiffspassagen in die USA. Auch für die 1912 gesunkene Titanic war Queenstown der letzte vor dem Untergang angelaufene Hafen.

## Geschichte und Beschreibung

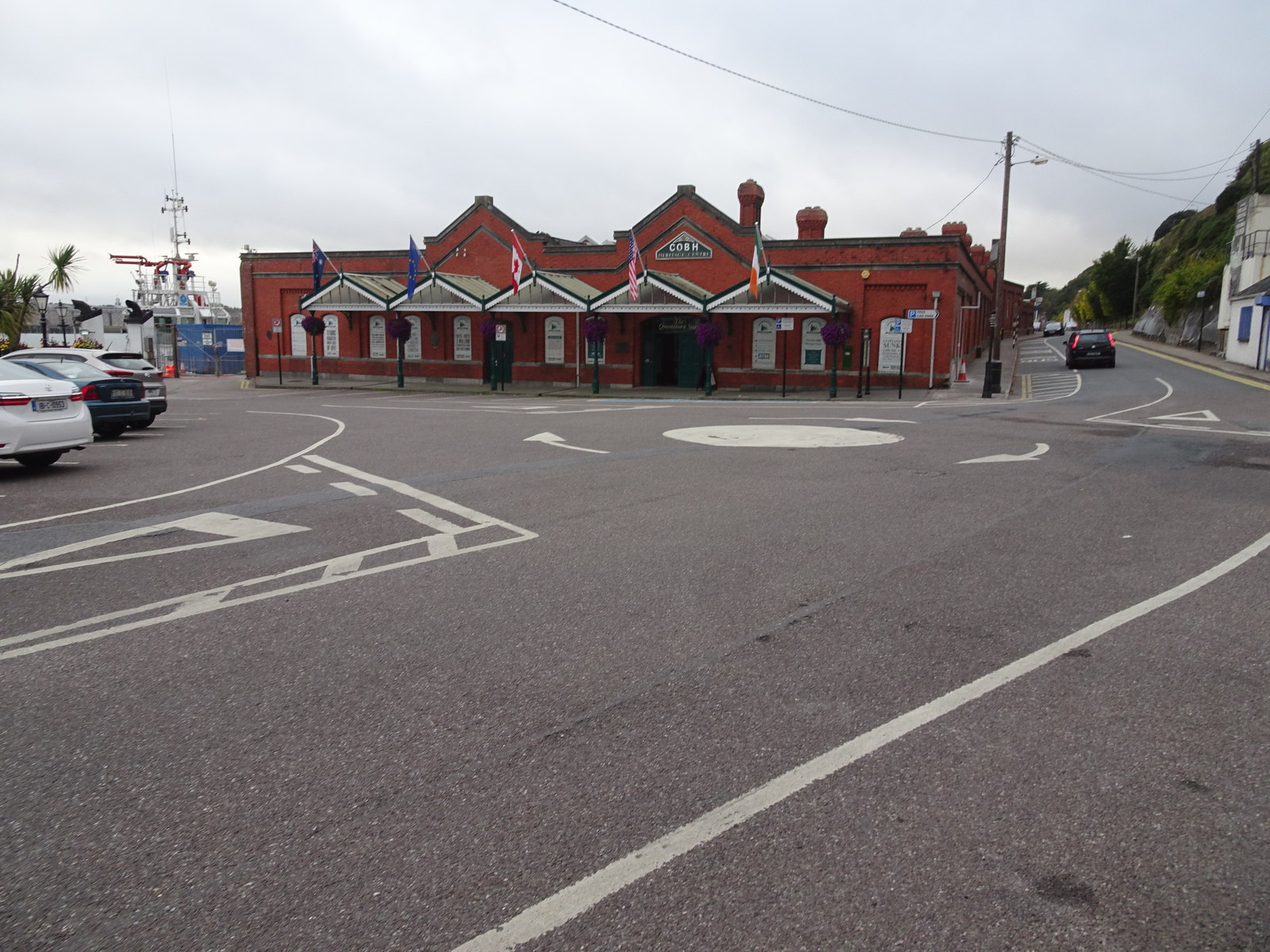
Stirnseite des ehemaligen Empfangsgebäudes (jetzt Cobh Heritage Centre)

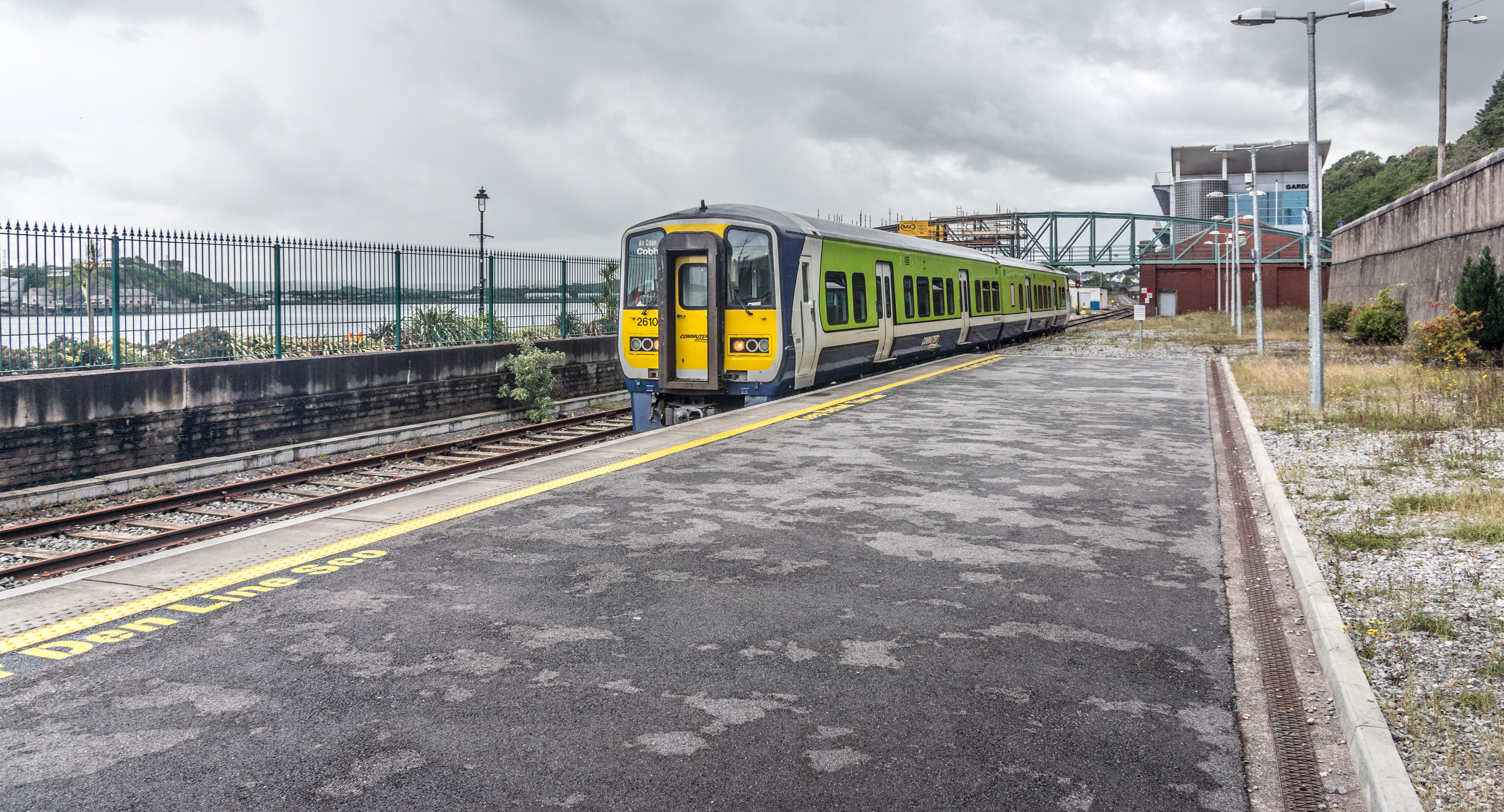
Vorortzug bei der Einfahrt in den Bahnhof (2012)

Am 10. März 1862 wurde der Bahnhof Cobh als Bahnhof Queenstown von der Cork, Youghal & Queenstown Railway eröffnet. Der Kopfbahnhof ist Endpunkt einer zweigleisigen Eisenbahnstrecke, die als Verlängerung der Bahnstrecke Dublin–Cork im Bahnhof Cork Kent ihren Anfang hat.
Das Empfangsgebäude liegt quer zur Gleisachse am Kai des großen Naturhafens Cork Harbour an der Mündung des River Lee. In den 1880er Jahren wurde der eingeschossige Ziegelsteinbau erweitert, der in Verbindung mit zwei Seitenbahnsteigen die Gleise des Personenbahnhofs U-förmig umschloss. Zwischen den beiden Bahnsteiggleisen existierte ein Umfahrgleis mit einem Schutzgleis. Unmittelbar südlich des Personenbahnhofs lagen die Anlagen des Güterbahnhofs.
Im Jahr 1876 wurde der Bahnhof für lange Zeit wichtigster Umladeort für Post aus Kanada und den USA. Postsendungen von dort nach Großbritannien erreichten ihre Empfänger per Bahn von Cobh zu den Häfen Rosslare und Dún Laoghaire bei Anschluss an die Fähren über die Irische See um bis zu 12 Stunden schneller als auf dem direkten Seeweg.
Die Verlagerung des Transatlantikverkehrs auf Flugzeuge brachte den Niedergang des Bahnhofs Cobh. Am 3. November 1975 wurde er für den Güterverkehr geschlossen. In den späten 1970er Jahren wurden die Gleisanlagen vereinfacht, der südliche Bahnsteig wurde abgebrochen.  Die ehemalige Wagenhalle dient heute als Polizeistation.
Heute ist der Bahnhof nur noch als südöstlicher Endpunkt des Vorortverkehrs Cork Suburban Rail (irisch: Iarnród Fobhailteach Chorcaí) der nahen Großstadt Cork bedeutsam; seit Juli 2022 wird er an Werktagen tagsüber im 30-Minuten-Takt mit Dieseltriebwagen bedient.
Nachdem das Empfangsgebäude größtenteils ungenutzt leerstand, wurde dort in den 1980er Jahren das Cobh Heritage Centre eingerichtet, wo an die irische Auswanderung sowie die Schiffskatastrophen der Titanic und der Lusitania erinnert wird. Von den Überlebenden des Untergangs der 1915 vom deutschen U-Boot U 20 versenkten Lusitania hatten viele die Weiterfahrt im Bahnhof Queenstown angetreten. Am 5. Mai 1995 überfuhr die Diesellokomotive 165 des ersten Morgenzugs den Prellbock am Gleisende und durchbrach die Außenwand des Cobh Heritage Centres.

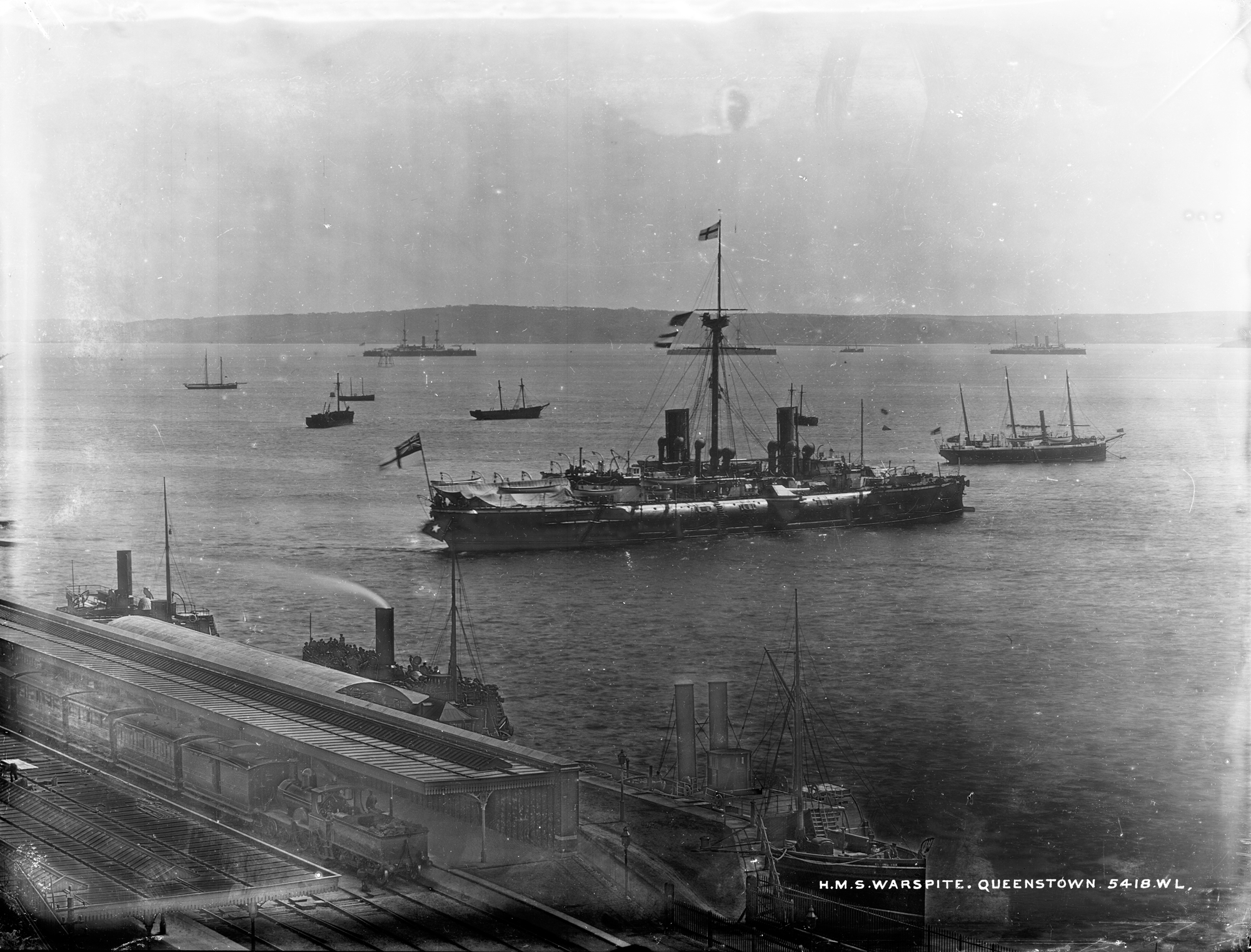
Hafen und Bahnhof Queenstown (Mitte der 1890er Jahre)
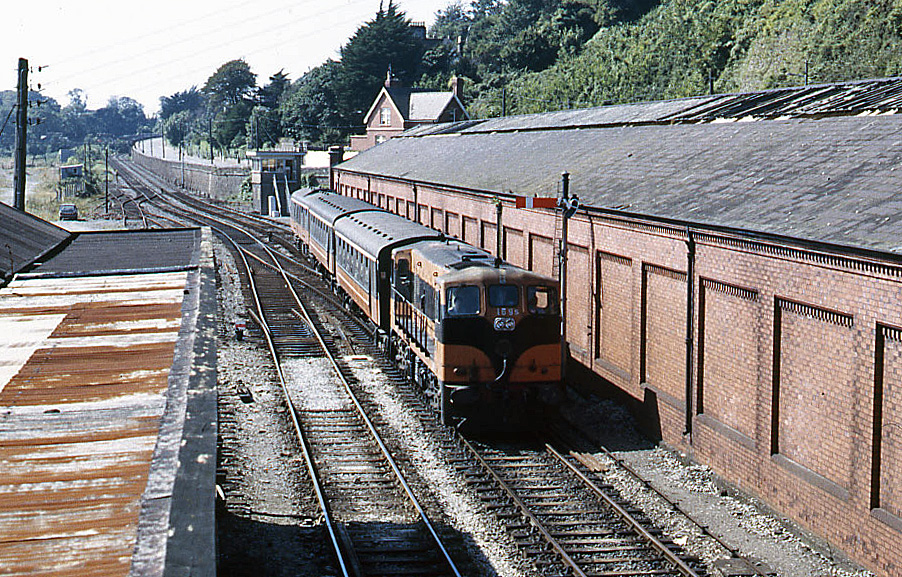
Einfahrender Zug mit Diesellokomotive der 141 Class, rechts die Wagenhalle (1987)
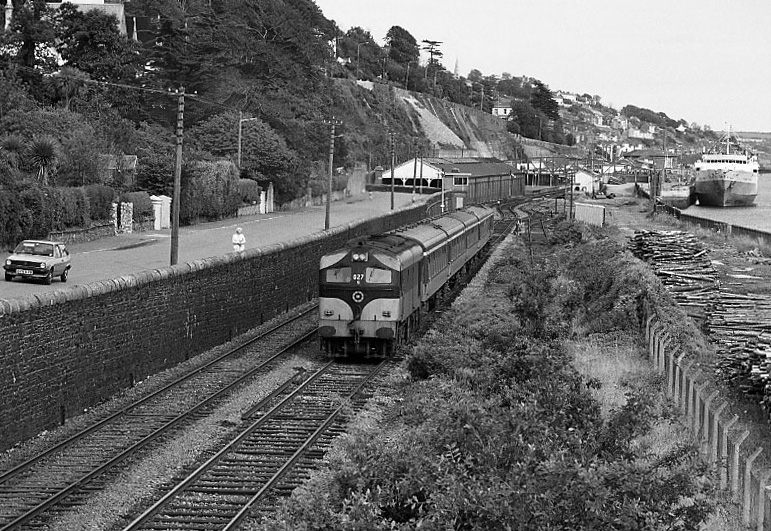
Ausfahrender Zug mit Diesellokomotive der 001 Class (1987)
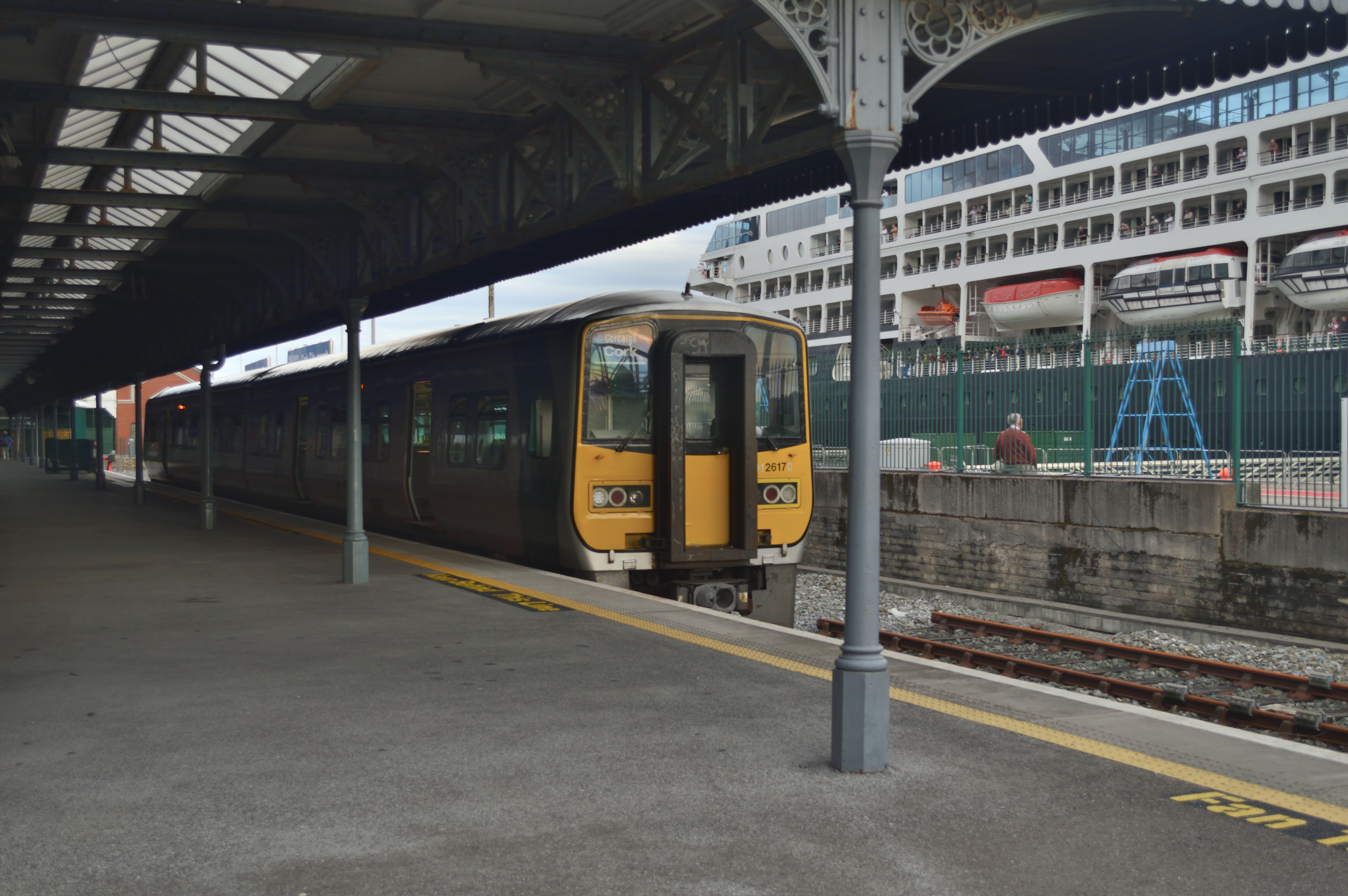
Triebwagen der 2600 Class am verbliebenen Bahnsteig (2016)